# TMEM150C
TMEM150C (англ. Transmembrane protein 150C) – білок, який кодується однойменним геном, розташованим у людей на 4-й хромосомі. Довжина поліпептидного ланцюга білка становить 249 амінокислот, а молекулярна маса — 27 887.
| 10         |  | 20         |  | 30         |  | 40         |  | 50         |
| ---------- |  | ---------- |  | ---------- |  | ---------- |  | ---------- |
| MDGKKCSVWM |  | FLPLVFTLFT |  | SAGLWIVYFI |  | AVEDDKILPL |  | NSAERKPGVK |
| HAPYISIAGD |  | DPPASCVFSQ |  | VMNMAAFLAL |  | VVAVLRFIQL |  | KPKVLNPWLN |
| ISGLVALCLA |  | SFGMTLLGNF |  | QLTNDEEIHN |  | VGTSLTFGFG |  | TLTCWIQAAL |
| TLKVNIKNEG |  | RRVGIPRVIL |  | SASITLCVVL |  | YFILMAQSIH |  | MYAARVQWGL |
| VMCFLSYFGT |  | FAVEFRHYRY |  | EIVCSEYQEN |  | FLSFSESLSE |  | ASEYQTDQV  |

A: Аланін

C: Цистеїн

D: Аспарагінова кислота

E: Глутамінова кислота

F: Фенілаланін

G: Гліцин

H: Гістидин

I: Ізолейцин

K: Лізин

L: Лейцин

M: Метіонін

N: Аспарагін

P: Пролін

Q: Глутамін

R: Аргінін

S: Серин

T: Треонін

V: Валін

W: Триптофан

Задіяний у такому біологічному процесі, як альтернативний сплайсинг. 
Локалізований у клітинній мембрані, мембрані, лізосомі.